# أنجيلا هاث
أنجيلا هاث (بالإنجليزية: Angela Huth)‏ هي كاتبة مسرحية وكاتِبة وكاتبة سيناريو وصحفية بريطانية، ولدت في 1938 في لندن في المملكة المتحدة.